# Farhat Musabekow
Farhat Musabekow (ros. Фархад Мусабеков; ur. 3 stycznia 1994 w Biszkeku) – kirgiski piłkarz grający na pozycji lewego pomocnika. Od 2018 jest zawodnikiem klubu Ilbirs Biszkek.

## Kariera piłkarska
Swoją karierę piłkarską Musabekow rozpoczął w klubie Abdysz-Ata Kant, w którym w 2014 roku zadebiutował w pierwszej lidze kirgiskiej. W 2014 roku wywalczył z nim wicemistrzostwo Kirgistanu.
W 2015 roku Musabekow przeszedł do mołdawskiego klubu Academia UTM Kiszyniów. Swój debiut w nim zaliczył 10 kwietnia 2016 w wygranym 3:0 wyjazdowym meczu z Saxanem Ceadîr-Lunga. Po poł roku gry w Academii odszedł do TSK-Tawrija Symferopol z Krymu.
W 2017 roku Musabekow został zawodnikiem uzbeckiego Olmaliq FK. Zadebiutował w nim 18 marca 2017 w przegranym 2:3 wyjazdowym meczu z klubem Soʻgʻdiyona Dżyzak. W Olmaliq spędził rok.
W 2018 roku Musabekow wrócił do Kirgistanu i został piłkarzem klubu Ilbirs Biszkek.

## Kariera reprezentacyjna
W reprezentacji Kirgistanu Musabekow zadebiutował 11 czerwca 2015 w wygranym 3:1 meczu eliminacji do MŚ 2018 z Bangladeszem. W 2019 roku powołano go do kadry na Puchar Azji.